# Voọc xám Miller
Voọc xám Miller hay còn gọi là voọc Dracula (Danh pháp khoa học: Presbytis hosei canicrus) là một phân loài của loài voọc Presbytis hosei. Nó là một phân loài rất hiếm và đã được cho là tuyệt chủng cho đến khi báo chí công bố vào tháng 01 năm 2012 về sự hiện diện của nó với sự kiện "tái khám phá". Quần thể voọc xám của Miller đã được mô tả đầu tiên ở Vườn Quốc gia Kutai và Sangkulirang bán đảo Đông Kalimantan, Indonesia, vào năm 1985.
Với ít thông tin về nó, nó được cho là đã tuyệt chủng nhiều lần. Trong năm 2012, một nhóm các nhà khoa học quốc tế phát hiện lại voọc Miller trong rừng Wehea ở Đông Kalimantan, Borneo, bác bỏ những tin đồn về sự tuyệt chủng của nó. Giới hạn trong một phạm vi địa lý từ bờ biển trung tâm của Đông Kalimantan đến vườn quốc gia Kutai, phân loài này được coi như là một loài linh trưởng đặc hữu và cực kỳ dễ bị tổn thương. Với nhiều yếu tố như tình trạng phá rừng của môi trường sống của nó, các chuyên gia dự đoán phân loài tuyệt chủng trong tương lai rất gần.
Được phát hiện ở ở một khu vực mà người ta tưởng loài khỉ này không sinh sống. Người ta tin giống khỉ này chỉ sống ở trong rừng, tại phía Đông Bắc Borneo, nằm giáp đảo Java của Indonesia. Hiện có ít thông tin về loài khỉ này, nó đã được Liên minh Quốc tế về Bảo tồn Thiên nhiên đưa vào danh sách các động vật đang gặp nguy hiểm, do mất môi trường sống vì các động phát triển nông nghiệp, khai mỏ, cháy rừng và do bị săn bắn quá độ.

## Đặc điểm
Voọc xám Miller là một trong những loài linh trưởng quý hiếm nhất ở Borneo. Loài voọc này toàn thân lông màu xám trắng, có bộ râu trắng và khuôn mặt đen nhỏ trông khá nham hiểm giống như nhân vật Dracula nên nhiều người gọi nó là voọc Dracula. Cân nặng trung bình của con trưởng thành là khoảng 6 kg. Lý giải cho việc mất tích bí ẩn của loài voọc này trước đây là do tập tính sinh sống của loài linh trưởng này.
Voọc Dracula trông dữ nhưng thực tế cực kì nhút nhát. Thời gian chủ yếu chúng sinh sống trên cây và rất ít khi xuống dưới mặt đất vì nguy cơ đối mặt với các loài ăn thịt khác. Chúng thường sống thành từng đàn nhỏ, dưới sự lãnh đạo của con đầu đàn là con đực trưởng thành. Đấy là lý do vì sao khi người ta tiến hành khảo sát khoa học lại không thấy dấu vết trên mặt đất nào của chúng đến nỗi lầm tưởng rằng chúng đã tuyệt chủng.

## Tái khám phá
Từ thập niên 1990, dưới tác động của cháy rừng, săn bắn nên môi trường sống của loài linh trưởng này bị đe dọa nghiêm trọng, số lượng cá thể loài ngày càng ít và dần dần những bằng chứng về sự tồn tại của chúng biến mất. Cho đến khi nhà linh trưởng học thuộc trường Đại học Wisconsin (Mỹ) là Stephanie Spehar và một nhóm nhà nghiên cứu độc lập khác đã đồng loạt phát hiện ra 2 gia đình nhà voọc xám Miller ở khu rừng Wehea, nơi loài voọc này từng hiện diện. Một số nhà khoa học trên thế giới đã phát hiện ra sự tồn tại của phân loài voọc Dracula tại Indonesia.
Đây là một loài động vật quý hiếm từng đã bị cho là tuyệt chủng bởi sự săn bắt triệt để của con người, nay đã tái sinh. Nguồn gốc của loài voọc xám này là giống động vật linh trưởng nhỏ Presbytis, sống ở Borneo, Sumatra, Java thuộc Indonesia và bán đảo Thái Lan. Năm 2004, theo kết quả một cuộc khảo sát được tiến hành ở rừng nhiệt đới Wehea rộng 40.000 ha ở tỉnh Đông Kalimantan thì loài này đã bị tuyệt chủng do sự săn bắt của con người cũng như các hành vi phá hoại môi trường. Với giới sinh vật học thì đây là một mất mát lớn. Các miêu tả duy nhất về loài Miller's Grizzled Langur lấy từ những phiên bản mẫu có trong bảo tàng. Các bức ảnh ở Wehea dường như là một trong số ít những bức ảnh ta có về giống khỉ này
Gần đây, một cuộc khảo sát gần đây của các nhà khoa học, những người thiết lập máy ghi hình tại nhiều vùng hẻo lánh ở ở một cánh rừng mưa còn tương đối nguyên thủy ở phía Tây Borneo - rừng Wehea Forest tại Đông Kalimantan đã thu được những bức ảnh được cho là thuộc về loài khỉ này. Việc phát hiện khỉ Presbytis hosei canicrus là một sự ngạc nhiên lớn do rừng Wehea nằm ngoài tầm hoạt động đã được biết tới của loài khỉ này. Hiện các nhà khoa học chưa rõ họ đã chụp được ảnh loài khỉ nào, bởi nguồn duy nhất dùng để so sánh các bức ảnh lại tới từ những viện bảo tàng, khó xác nhận kết quả tìm kiếm của chúng tôi bởi có quá ít ảnh về loài khỉ này để nghiên cứu.